# Kanton Charente-Nord
Der Kanton Charente-Nord ist ein französischer Kanton im Département Charente und in der Region Nouvelle-Aquitaine. Er umfasst 46 Gemeinden im Arrondissement Confolens. Bei der landesweiten Neuordnung der französischen Kantone wurde er 2015 neu geschaffen.

## Gemeinden
Der Kanton besteht aus 46 Gemeinden mit insgesamt 18.257 Einwohnern (Stand: 1. Januar 2022) auf einer Gesamtfläche von 616,67 km²:
| Gemeinde                 | Einwohner 1. Januar 2022 | Fläche km² | Dichte Einw./km² | Code INSEE | Postleitzahl |
| ------------------------ | ------------------------ | ---------- | ---------------- | ---------- | ------------ |
| Aigre                    | 1.600                    | 23,82      | 67               | 16005      | 16140        |
| Barbezières              | 137                      | 9,29       | 15               | 16027      | 16140        |
| Barro                    | 410                      | 10,65      | 38               | 16031      | 16700        |
| Bernac                   | 463                      | 8,46       | 55               | 16039      | 16700        |
| Bessé                    | 113                      | 7,67       | 15               | 16042      | 16140        |
| Bioussac                 | 208                      | 15,64      | 13               | 16044      | 16700        |
| Brettes                  | 163                      | 12,21      | 13               | 16059      | 16240        |
| Charmé                   | 340                      | 11,42      | 30               | 16083      | 16140        |
| Condac                   | 460                      | 9,59       | 48               | 16104      | 16700        |
| Courcôme                 | 801                      | 29,58      | 27               | 16110      | 16240, 16700 |
| Couture                  | 173                      | 10,61      | 16               | 16114      | 16460        |
| Ébréon                   | 139                      | 10,05      | 14               | 16122      | 16140        |
| Empuré                   | 96                       | 8,37       | 11               | 16127      | 16240        |
| Fouqueure                | 431                      | 16,43      | 26               | 16144      | 16140        |
| La Chèvrerie             | 137                      | 4,61       | 30               | 16098      | 16240        |
| La Faye                  | 595                      | 13,44      | 44               | 16136      | 16700        |
| La Forêt-de-Tessé        | 209                      | 10,70      | 20               | 16142      | 16240        |
| La Magdeleine            | 117                      | 6,68       | 18               | 16197      | 16240        |
| Les Adjots               | 532                      | 10,94      | 49               | 16002      | 16700        |
| Les Gours                | 93                       | 11,42      | 8                | 16155      | 16140        |
| Ligné                    | 146                      | 7,97       | 18               | 16185      | 16140        |
| Londigny                 | 246                      | 9,67       | 25               | 16189      | 16700        |
| Longré                   | 191                      | 14,73      | 13               | 16190      | 16240        |
| Lupsault                 | 111                      | 11,47      | 10               | 16194      | 16140        |
| Montjean                 | 251                      | 8,01       | 31               | 16229      | 16240        |
| Nanteuil-en-Vallée       | 1.357                    | 68,85      | 20               | 16242      | 16700        |
| Oradour                  | 155                      | 14,40      | 11               | 16248      | 16140        |
| Paizay-Naudouin-Embourie | 351                      | 25,42      | 14               | 16253      | 16240        |
| Poursac                  | 195                      | 11,39      | 17               | 16268      | 16700        |
| Raix                     | 116                      | 6,87       | 17               | 16273      | 16240        |
| Ranville-Breuillaud      | 164                      | 12,84      | 13               | 16275      | 16140        |
| Ruffec                   | 3.394                    | 13,37      | 254              | 16292      | 16700        |
| Saint-Fraigne            | 429                      | 32,10      | 13               | 16317      | 16140        |
| Saint-Georges            | 44                       | 2,25       | 20               | 16321      | 16700        |
| Saint-Gourson            | 131                      | 10,09      | 13               | 16325      | 16700        |
| Saint-Martin-du-Clocher  | 124                      | 6,66       | 19               | 16335      | 16700        |
| Saint-Sulpice-de-Ruffec  | 41                       | 2,38       | 17               | 16356      | 16460        |
| Salles-de-Villefagnan    | 313                      | 12,83      | 24               | 16361      | 16700        |
| Souvigné                 | 182                      | 10,37      | 18               | 16373      | 16240        |
| Taizé-Aizie              | 585                      | 14,81      | 40               | 16378      | 16700        |
| Theil-Rabier             | 163                      | 7,43       | 22               | 16381      | 16240        |
| Tusson                   | 240                      | 13,97      | 17               | 16390      | 16140        |
| Verdille                 | 383                      | 14,48      | 26               | 16397      | 16140        |
| Verteuil-sur-Charente    | 588                      | 14,24      | 41               | 16400      | 16510        |
| Villefagnan              | 981                      | 23,65      | 41               | 16409      | 16240        |
| Villiers-le-Roux         | 159                      | 4,84       | 33               | 16413      | 16240        |
| Kanton Charente-Nord     | 18.257                   | 616,67     | 30               | 1608       | –            |

## Veränderungen im Gemeindebestand seit der landesweiten Neuordnung der Kantone
2019:
- Fusion Aigre und Villejésus → Aigre
- Fusion Courcôme, Tuzie und Villegats → Courcôme

## Politik
| Vertreter im Departementrat | Vertreter im Departementrat  | Vertreter im Departementrat |
| Amtszeit                    | Namen                        | Partei                      |
| --------------------------- | ---------------------------- | --------------------------- |
| 2015–                       | Brigitte Fouré Didier Villat | UD                          |